# Презент Ісаак Ізраїльович
Презент Ісаак (Ісай) Ізраїлевич (15 (28) вересня 1902, в Торопці, Тверська губернія, Російська імперія — 6 січня 1969 Москва, СРСР) — радянський вчений і педагог, автор праць із марксистської методології науки. Доктор біологічних наук (1930), академік ВАСГНІЛ (1948).
В історії науки з ім'ям І. І. Презента асоціюється історія лисенківщини.

## Біографія
Закінчивши школу, викладав у залізничному училищі. 1921 р. — відповідальний секретар повітового комітету РКСМ, завідувач політосвітвідділом губернського комітету РКСМ у Пскові.
Закінчив Ленінградський державний університет в 1926 р. (за одними даними юридичне відділення, за іншими — біологічне).
З 1925 р. І. І. Презент бере участь у роботі природничо-наукової секції створеного в 1919 р. Наукового товариства марксистів (НТМ). Працював у Всесоюзному інституті рослинництва, викладав у ЛДПІ ім. О. І. Герцена.
С 1930 р. — завідувач кафедри діалектики природи та еволюційного вчення ЛДУ. Обіймав посаду наукового консультанта Президента ВАСГНІЛ із філософських питань. В 1935—1941 рр. — заступник головного редактора журналу «Яровизация». У період з 1935 по 1938 рр. — науковий консультант при Всесоюзному селекційно-генетичному інституті.
В 1934 р. став співпрацювати з Т. Д. Лисенко і з 1938 року став його найближчим співробітником і ідеологом «мічуринців».
В 1943—1951 рр. — професор ЛДУ; в 1948—1951 рр. — завідувач кафедрою і декан біолого-ґрунтознавчого факультету МДУ; в 1951—1955 рр. — старший науковий співробітник ВАСГНІЛ.
В 1956—1965 рр. — старший науковий співробітник науково-дослідної бази АН СРСР «Горки Ленінські».

## Нагороди
- Нагороджений орденом Трудового Червоного Прапора (1943).

## Діяльність
У той час, коли І. Презент був деканом на біофаку Московського і Ленінградського університетів одночасно, саме він ініціював проведення першої шкільної біологічної олімпіади МДУ в 1951 р.

## Презент проти екології
Академік ВАСГНІЛ І. І. Презент — права рука ката вітчизняних генетиків академіка Т. Д. Лисенка, знаменитий не лише як організатор облав на опальних генетиків. Ця фігура є ключовою в організації ідеологічного цькування багатьох неугодних сталінському режиму учених. Метод ідеологічного цькування Презент в 1920-х роках випробував на генетику Ю. О. Філіпченко. Потім зайнявся екологами, носіями ідеї абсолютної заповідності, — професорами В. В. Станчинським, О. А. Янатою, С. І. Медведєвим, педагогом-природоохоронцем, другом Г. О. Кожевникова — Б. Є. Райковим.
У 1933 р., бажаючи зганьбити одного із захисників ідеї абсолютної заповідності, українського ботаніка і природоохоронця, доктора біологічних наук, професора О. А. Янату, Презент писав у своїх доносах: «Яната всіляко вивертається, щоб по суті законсервувати цілинний степ» (мався на увазі асканійський степ). Після цих доносів О. А. Янату заарештували і він загинув у ГУЛагу. Саме О. А. Яната був автором Положення про заповідники Наркомзему УРСР, в якому обґрунтовувалося створення абсолютно-заповідних ділянок.
"Ми повинні відкинути як вороже наше гасло «невтручання у баланс природи» і «краще за природу не придумаєш» — вказував у своїх виступах Презент.
Наприкінці 1920-х, початку 1930-х років заповідник Асканія-Нова був одним з форпостів молодої науки — екології. Для проведення екологічних досліджень їх науковий керівник, професор В. В. Станчинський використав ідею абсолютної заповідності, домігшись оголошення недоторканною територією 6600 га асканійської цілини. Саме в Асканії народилася прекрасна ідея В. В. Станчинського про еталонну цінність абсолютно-заповідної ділянки дикої природи.
На початку січня 1930 р., разом із директором Асканії-Нова Ф. Бегою, Станчинський пише листа керівникам УРСР Косіору, Петровському і Чубарю з додатком на 113 сторінках, де викладає перспективний план розвитку заповідника, обґрунтовувавши необхідність проведення екологічних досліджень, доводячи необхідність посилення охорони заповідного степу: «В цих умовах цілинний степ Асканії, з великою абсолютно-заповідною ділянкою усередині його стає безмірною світовою цінністю. Будучи еталоном природних процесів, необхідним для порівняння з процесами, що відбуваються в природі під впливом людини, абсолютно заповідна ділянка вимагає до себе виняткового дбайливого ставлення».
Про свою ідею учений повідомив на 4-му Всесоюзному з'їзді зоологів, анатомів і гістологів у травні 1930 року в Києві. Презент після доповіді В. В. Станчинського вигукнув: «Екологію треба перевірити в ЦК, що це за наука така!»?, на що В. В. Станчинський йому з гумором відповів. Можливо, саме тоді Презент вирішив знищити асканійських екологів на чолі з В. В. Станчинським. Влітку 1932 і літом 1933 рр. він приїздив в Асканію-Нова (другий раз разом із Лисенком), де влаштовував працівникам заповідника «чищення» і марксистсько-ленінські прочухани.

Виступаючи на Першому всесоюзному з'їзді по охороні природи в січні 1933 року, в преніях про Асканію-Нова, її директор Ф. Бега заявив:
Ось яка думка керуючих працівників Комуністичної Академії, яка є у справі марксистско- ленінської методології і у справі діалектично правильного підходу до таких питань, як постановка науково-дослідної роботи, органом, якому партія доручила керувати цією справою. Тов. Презент ось що говорить (він пробув в Асканії близько 2 тижнів): "Треба придати Асканії єдиний профиль. До цього часу по-справжньому ясно бачив свої завдання Інститут гібридизації і акліматизація, але цього сказати не можна про Степовий інститут (…). Аскания повинна стати потужним центром гібридизації і акліматизації, але не лише тварин, а й рослин. Треба розширити цю установу, причому тварини повинні залишитися ведучою і вирішальною частиною Асканії, а заповідний степ повинен сам з ділянки охорони від людини $3 стати вогнищем інтродукції в культуру нових, невиявлених рослин.
Саме останній візит Презента в Асканію мав для асканійських екологів і поборників заповідності катастрофічні наслідки. Буквально через декілька тижнів двадцять один асканійський еколог на чолі з В. В. Станчинським був заарештований ОГПУ. Усі учені потрапили в Гулаг. С. І. Медведєву поталанило, пізніше він звільнився, очолив у Харківському університеті кафедру ентомології, на базі якої організував харківську школу поборників заповідності. А ось його учителеві — В. В. Станчинському, пощастило менше. Вийшовши на свободу, він через декілька років знову був заарештований і загинув у Гулазі. Перебуваючи під слідством, В. В. Станчинський як приклад своїй «шкідницької» діяльності визнав посилення заповідності шляхом «обгороджування 5400 га заповідного степу дротяною сіткою на залізних стовпах із бетонною основою».
Історія зберегла цікавий документ — статтю нового директора Інституту Асканія-Нова А. А. Нуринова, що мала характерний для того часу заголовок — «Вище класову пильність у науці».
Нуринов писав:
|  | Проте досягнення Інституту могли бути значно більшими, якби своєчасно було розкрито і викрито групу злочинців, яка на певний час захопила найважливіші ділянки науково-дослідної роботи Інституту (Яната — науковий керівник, Фортунатов — науковий керівник, Станчинський — еколог, старший науковий співробітник, Никольський — генетик, Гуналі — еколог, Медведєв — ентомолог, Підлуцький — науковий співробітник по штучному заплідненню і др.). Ці ублюдки людського суспільства, пролізши в Інститут, поставили своєю метою зірвати, а якщо не вдасться, то, у крайньому разі, утруднити науково-дослідну роботу Інституту. Треба прямо сказати, що цим шкідникам вдалося на певний час відірвати Інститут від його прямих завдань... Тільки завдяки чищенню партії, проведеному в Інституті в 1934 р., була розкрито, викрито і ізольовано злочинну групу на чолі із Станчинським... Очищення партії допомогло Інституту не лише викорчувати шкідників, але і посилити колектив новими більшовицькими кадрами (проф. Гребінь, ветлікар Степанов, генетик Мокеєв)... Чищення партії вказало і на те, що в друкованих працях Інституту просувалися шкідливі теорії, зокрема навіть в № 1 Праць Інституту, виданому в 1934 р., була поміщена по суті контрреволюційна стаття Станчинського («Теоретичні основи акліматизації тварин»), а сам Станчинський і його учні — Гуналі і Никольський — підносилися як передові радянські учені. Усе це зараз викорчувано з Інституту. |

Правда через певний час сам Нуринов опинився в Гулазі.
У лютому 1932 р., на Всесоюзній фауністичній конференції в Ленінграді, Презент влаштував цькування найголовнішим теоретикам ідеї абсолютної заповідності і прав дикої природы — професорам Г. О. Кожевникову і О. П. Семенову-Тян-Шанському: «Усе наше будівництво в очах Семенова-Тян-Шанського виглядає як шкідлива діяльність, відчувається охорона природи від настання діяльності соціалістичного будівництва», — накинувся Презент, як ведучий конференції, на еколога і природоохоронця О. П. Семенова-Тян-Шанського. О. П. Семенов-Тян-Шанский відкинув звинувачення Презенту, а ось Г. О. Кожевников здався, заявивши, що він хотів перевидати свої статті по заповідності, але бачить, що зараз вони не є актуальними.
— Професор Кожевников:
|  | Я сюди привіз окремі відбитки своїх статей щодо охорони природи, які були надруковані багато років тому. Я думав видавати їх знову, тому, що вони просто залежалися, але після того, що прочитали на секції, я зрозумів, що їх видавати не можна (Оплески) |

Не без участі цькування, організованого Презентом і його підручними, автор ідеї абсолютної заповідності і батько багатьох заповідників професор Г. О. Кожевников в 1929 р. втратив кафедру зоології хребетних у Московському університеті, а в 1930 р. був знятий із посади завідувача Зоологічним музеєм Московського університету.
Презент поламав долю ще одного ученого, педагога, природоохоронця, захисника заповідності — ленінградского професора Б. Є. Райкова. У своїх доносах Презент критикував Райкова за те, що той учить педагогів і школярів зберігати «осколки незайманної природи», а проти ентузіазму соціалістичного будівництва виставляє пафос «любові до природи в її чистому, незаплямованоиу господарським вторгненням виді (…) Абсолютно зрозуміло, як пролетаріат повинен був на це реагувати. Він повинен був розжареним залізом випалити цю контрреволюцію, яка була відкрита в галузі методики природознавства», — закликав Презент. До речі, в цій книзі Презент цитує листи, конфісковані чекістами у Райкова і підшиті до «справи» Райкова, що вказує на прямий зв'язок Презенту з ОГПУ. Не без «допомоги» Презента в травні 1930 р. Б. Є. Райков і ще 11 педагогів-біологів було заарештовано і потрапили до Гулагу.

## У спогадах сучасників
- «Як ніхто інший, Презент умів надати будь-якій дискусії характер загостреної класової боротьби, будь-то обговорення методики викладання або розгляд питань охорони природи. На першому засіданні Біологічної секції ЛОКА він віщував: „Жовтнева революція щодо перетрушування теоретичних установок тільки починається … Треба взяти на критику всіх. Чернової перегляд, збирання матеріалу повинні вестися широко і масово в усіх установах“».[15]
- «Від учених він вимагав посилання на партійні документи, заявляючи, що в біології немає наукових шкіл, є тільки школи партійні і антипартійні. Діяльність Презента яскраво відобразила нові тенденції в діалектизації біології — заламання традиційних наукових шкіл. Образ карликового самця $3, намальований у сучасній літературі, мало відповідає дійсності. Блискучий талант оратора і полеміста, активна позиція, що межує з авантюризмом сміливість, розповіді про героїчне революційне минуломе $3, турбота про ближніх, успіх у жінок і т. д. — все це приваблювало до Презента багатьох людей» (там само).
- Офіційним філософом ВАСГНІЛ став відомий Ісай Презент, плутаник і базіка, не раз битий за лівацькі фрази і справи … У той час як лисенківці продовжували безсоромно кричати, що Лисенко— це світильник істини «вчені-агрономи говорили між собою, що сільськогосподарська наука „облисіла“»[16].
- З інтерв'ю д. т. н. І. Г. Абрамсона у академіка О. Д. Александрова, який у минулі роки очолював Ленінградський університет[17]:

І. Г. Так, Ісай Презент. Його всі боялися.
О. Д. Ну, не всі боялися. Огидний тип. Але вигнали його все-таки з університету. Правда, шляхом підлого прийому, в його дусі. Використали один його текст, де він суперечить точці зору Сталіна. Сказали йому: «Або Ви йдете, або ми це опублікуємо». А потім, коли настала відлига, Презент повернувся. Був наказ міністерства відновити його, знявши з завідування кафедрою дарвінізму Завадського. Я цей наказ не виконав, сказав про це на партактиві, мені стали аплодувати.
І. Г. Як Вам це вдалося?
О. Д. Кажуть, що в ті часи нічого не можна було зробити всупереч вказівкам зверху. Взагалі кажучи, справа в тому, що найбільше обурюються минулим найпідліші люди, лакеї. Лакей ненавидить пана і тільки. На тому партактиві був Хрущов. Він у заключному слові кричав мені: «Як так — ректор наказів не виконує? За це з партії виключають, з роботи знімають, а у воєнний час розстрілюють». Покричав, і на цьому справа закінчилася. Презент був упевнений, що буде відновлений. Я його не допустив до Університету. Не треба було занадто боятися.

В. О. Шенберг:

Ісаак Ізраїлевич Презент читав курс біології. Він немов вихор вривався у зал, заряджаючи всіх студентів своєю енергією. Це був прекрасний оратор, всі з задоволенням слухали його лекції. Щоправда, ось іспит йому здавати було не так-то просто. Студенти ніколи заздалегідь не знали, що він може у них запитати, він міг задати будь-яке питання, яке тільки захоче.

С. Є. Шноль:

Ісай Ізраїлевич Презент — головний ідеолог безграмотного Лисенка. Презент — людина блискуча. Як гарно і полум'яно він говорить. Як різко і відповідно до стилю зборів, як грубий і демагогічний його виступ! … Наскільки він безпардонний і дрібний!
Як він, упоєний собою, був необережний. Він повторив частина тексту, вставленого ним раніше у доповідь Лисенка. Він сказав, «коли ми, коли вся країна проливала кров на фронтах Великої Вітчизняної війни, ці муховоди…». Договорити він не зумів. Як тигр, з першого ряду кинувся до трибуни Рапопорт — він знав, що таке «брати язика». Презент на війні не був — він був занадто цінним, щоб воювати — там же можуть і вбити … Рапопорт був всю війну на фронті. З чорною пов'язкою на вибитому кулею оці він був страшний. Рапопорт схопив Презента за горло і, стискаючи це горло, запитав люто: «Це ти, наволоч, проливав кров?» Відповісти майже задушеному Презенту було неможливо.

## Основні роботи
- Презент И. И. Программа-конспект по историческому материализму. — Л.: Б. и., 1927. — ? с.
- Презент И. И. Происхождение речи и мышления. (К вопросу об их приоритете). Предисл. Б. А. Фингерта. — Л.: Прибой, 1928. — 128 с.
- Даров И.[20] Бехаизм. (Новая религия Востока). — Л.: Прибой, 1930. — 55 с.
- Презент И. И. Теория Дарвина в свете диалектического материализма. [Тез. к 50-летию со дня смерти Ч. Дарвина. 1882—1932]. — Л.: Леногиз-Ленмедиздат, 1932. — 32 с.
- Презент И. И. Классовая борьба на естественно-научном фронте. Обработанная стенограмма доклада на Конференции педагогов-естественников г. Ленинграда. — М.-Л.: Огиз-Учпедгиз, 1932. — 72 с.
- Хрестоматия по эволюционному учению. Под ред. И. И. Презента. — Л.: Б. и., 1934. — ? с.
- Лысенко Т. Д., Презент И. И. Селекция и теория стадийного развития растения. — М.: Сельхозгиз, 1935. — 64 с.
- Хрестоматия по эволюционному учению. Под ред. И. И. Презента. — Л.: Б. и., 1935. — ? с.
- Презент И. И. Замечательный новатор Трофим Денисович Лысенко. — Р.-н / Д: Ростиздат, 1939. — 28 с.
- Презент И. И. Резервы картофельного клубня. — М.: Пищепромиздат, 1943. — 15 с.
- Презент И. И. В содружестве с природой. И. В. Мичурин и его учение. — Л.: Лениздат, 1946. — 132 с.
- Презент И. И. В содружестве с природой. И. В. Мичурин и его учение. — М.-Л.: Сельхозгиз, 1948. — 190 с.
- Презент И. И. Материалы по дарвинизму к зимней экзаменационной сессии 1948 года для студентов Московского и Ленинградского университетов. — М.: Б. и., 1949. — ? с.
- Презент И. И. Великий преобразователь природы И. В. Мичурин. — М.-Л.: Детгиз, 1949. — 63 с.
- Презент И. И. И. В. Мичурин — основоположник советского творческого дарвинизма. [Стенограмма доклада, посвященного 15-летию со дня смерти И. В. Мичурина]. — М.: «Правда», 1951. — 24 с.
- Презент И. И. Биолог-материалист Ж. Б. Ламарк. — М.: Изд-во АН СССР, 1960. — 59 с.
- Презент И. И. И. В. Мичурин и его учение. — М.: Изд-во АН СССР, 1961. — 198 с.

## Образ у літературі
Ісай Презент є прототипом Саула Брузжака, правої руки «народного академіка» К. Рядно в романі «Белые одежды» Дудинцева. У романі Саул Брузжак носить прізвисько «карликовий самець».

## Виноски
1. ↑  Deutsche Nationalbibliothek Record #1051684552 // Gemeinsame Normdatei — 2012—2016.
2. ↑  Письма Ж.А. Медведева к Ф.Г. Добржанскому, Zh.A. Medvedev’s letters to Th. Dobrzhansky // Историко-биологические исследования — 2019. — Т. 11, вып. 2. — С. 41–53. — ISSN 2076-8176; 2500-1221
3. ↑  Сытин А. К., Сластунов Д. Д. В.Л. Комаров и авторы «Флоры СССР», Vladimir Komarov and the authors of “Flora of the USSR” // Историко-биологические исследования — 2021. — Т. 13, вып. 1. — С. 24–71. — ISSN 2076-8176; 2500-1221 — doi:10.24411/2076-8176-2021-11002
4. ↑  Колчинский Э. И. Советские юбилеи Ч. Дарвина и лысенкоизм, Darwin’s Jubilee in the USSR and Lysenkoism // Историко-биологические исследования — 2015. — Т. 7, вып. 2. — С. 10–52. — ISSN 2076-8176; 2500-1221
5. 1 2  Васильева Е. В. Последствия Августовской сессии ВАСХНИЛ для агробиологической науки на Дальнем Востоке, The consequences of the August Session of VASKhNIL (Lenin All-Union Academy of Agricultural Sciences) for agrobiology in the Russian Far East // Историко-биологические исследования — 2020. — Т. 12, вып. 1. — С. 61–84. — ISSN 2076-8176; 2500-1221 — doi:10.24411/2076-8176-2020-11002
6. ↑  Див, наприклад, згадка щодо Ісая Презента у статті: http://www.spbumag.nw.ru/97-98/no22-97/15.html [Архівовано 10 серпня 2014 у Wayback Machine.] Ю. А. Ендольцев. Університетські гуртожитки — ретроспективний погляд // Санкт-Петербурзький університет. — 1997. — № 22 (3463)
7. ↑  Жуков Б. Звідки крила ростуть [Архівовано 29 липня 2014 у Wayback Machine.]
8. 1 2 3 4 5  Борейко В. Белые пятна природоохраны. — К.: КЭКЦ, 2003. — 292 с.
9. 1 2 3 4 5 6  Борейко В. Е. Словарь деятелей охраны природы. — К.: КЭКЦ, 2001. — 524 с.
10. 1 2 3 4  Борейко В. Е. Последние островки свободы. История украинских заповедников и заповедности (пассивной охраны природы) (10 век — 2015 г.). — К.: КЭКЦ, 2015. — 240 с.
11. 1 2 3 4  Борейко В. Е. Очерки о пионерах охраны природы. — К.: КЭКЦ, 1996. — Ч. 1. — 180 с.
12. 1 2  Труды Первого Всесоюзного съезда по охране природы в СССР. — М., 1935. — 392 с.
13. ↑  Нуринов А. А. Выше классовую бдительность в науке. Гибридизация и акклиматизация животных // Тр. н.-и. ин-та гибридизации и акклиматизации сельскохозяйственных животных. — Аскания-Нова, 1935. — Т. 2. — С. 5—10.
14. ↑  Презент И. Классовая борьба на естественно-научном фронте. — М.-Л., 1932. — 72 с.
15. ↑  Чим закінчилася спроба створити пролетарську біологію [Архівовано 9 листопада 2007 у Wayback Machine.] ПФА РАН. — Ф. 240. Оп. 1. Спр. 5. Л. 58., Цит. за Е. І. Колчинський
16. ↑  # 1 занапащені генії Росії. — № 8. — Академік М. І. Вавілов [Архівовано 10 серпня 2014 у Wayback Machine.] Генріх Грузман (автор статті цит. за С. Кіпермані, 1997. — № 276)
17. ↑  Інтерв'ю проф. І. Абрамсона у академіка О. Александрова [Архівовано 6 січня 2011 у Wayback Machine.] Вчені-природничники в «Альтернативах»
18. ↑  Хранителі традицій. Архів оригіналу за 18 вересня 2007. Процитовано 23 липня 2014.
19. ↑  # 1 Герої та лиходії російської науки [Архівовано 27 липня 2014 у Wayback Machine.] Шноль С. Є. Москва: Крона-прес, 1997
20. ↑  Псевдоним И. И. Презента.
21. ↑  Зайцев В. А., Герасименко А. П. — История русской литературы второй половины ХХ века. М: Высшая школа, 2004. с. 318